# Porta San Gervasio
Porta San Gervasio è una porta delle vecchie mura di Lucca, quasi completamente demolite con la costruzione delle mura rinascimentali, queste ultime tutt'oggi visibili. Delle quattro porte di questa cerchia duecentesca resta solo, oltre alla Porta San Gervasio, la porta dei Borghi posizionata ad una delle estremità di via Fillungo.

## Storia e descrizione
Le mura medievali erano alte circa 11-12 metri con varie torri semicircolari e quadrate e quattro porte monumentali, a loro volta fiancheggiate da torrioni cilindrici, secondo l'uso romano. Porta San Gervasio (originariamente intitolata ai Santi Gervasio e Protasio), detta anche dell'Annunziata, venne ultimata nel 1255.
La porta presenta un ampio varco alto otto metri e coperto da un arco a tutto sesto; la lunetta interna è decorata da una Madonna col Bambino e due santi inginocchiati (forse i santi Gervasio e Protasio) due Angeli scopricortina e un frammento di San Giovannino ai piedi della Vergine (il tutto ridipinto probabilmente del XVII secolo, con la Madonna e il Bambino più antichi di circa un secolo); nel sottarco sono dipinte a tempera alcune stelle rosse in campo bianco.
Le due torri, in pietra arenaria grigia con decorazioni di calcare bianco, avevano originariamente una merlatura e un originale camminamento che collega le sommità delle torri. Ad oggi le due torri sono adibite ad abitazioni private.
La porta era difesa inoltre da un fossato che è stato conservato e scorre nell'antistante pittoresca via del Fosso: per questo l'accesso era regolato da un ponte levatoio.
In cima alla torre sinistra, vista da Via del Fosso, visse per anni Italo Meschi (1887-1957) chitarpista, poeta, anarchico-pacifista. In cima a quella destra suo cugino, il pittore Alfredo Meschi (1905-1981) ebbe lo studio.
La porta è stata restaurata nel 2006-2007.